# 魏蘭
魏兰（1866年4月7日—1928年9月17日），清末民初革命家。字石生，浙江云和县人。光复会领导人之一，辛亥革命时期浙江军政府咨议、都督府参谋长。
1905年寫成《畲客風俗》（以「浮雲」為筆名）。